# خفاش زبان‌دراز پالاس
خفاش زبان‌دراز پالاس (نام علمی: Glossophaga soricina) نام یک گونه از سرده زبان‌خوارها است.